# کشتار گراده‌لگن
کشتار گراده‌لگن یک کشتار بود که توسط محلی‌ها (فولکس‌اشتورم، جوانان هیتلری و آتش‌نشانان محلی) در شهر شمالی آلمان گراده‌لگن، با هدایت اس‌اس، در نزدیکی پایان جنگ جهانی دوم انجام شد. در ۱۳ آوریل ۱۹۴۵، در املاک ایسن‌شنیب نزدیک به شهر، نیروها بیش از ۱۰۰۰ کارگر برده را که بخشی از یک  قطار انتقال اجباری از اردوگاه‌های کار اجباری میتلباو-دورا و هانوفر-اشتوکن بودند  وادار کردند تا وارد یک انبار بزرگ شوند، سپس آن انبار را به آتش کشیدند.

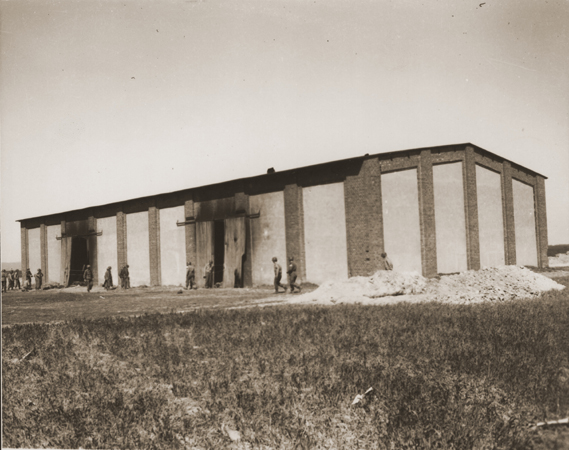
انبار که در کشتار گراده‌لگن به آتش کشیده شد

هزار و شانزده نفر، که بیشترین تعداد آنها لهستانی بودند، زنده سوزانده شدند یا در تلاش برای فرار تیراندازی شدند. این جنایت دو روز بعد توسط شرکت F، گردان دوم، هنگ پیاده‌نظام ۴۰۵، لشکر ۱۰۲ پیاده‌ ایالات متحده، زمانی که ارتش ایالات متحده منطقه را اشغال کرد، کشف شد. یازده زندانی زنده پیدا شدند - هفت لهستانی، سه روس و یک فرانسوی. گواهی های بازماندگان توسط ملخیور وانکوویچ در سال ۱۹۶۹ در کتاب از استولپکوف تا قاهره جمع‌آوری و منتشر شد.
گراده‌لگن در سال ۱۹۴۷ بخشی از جمهوری دموکراتیک آلمان تازه تأسیس شد و اکنون در زاکسن-آنهالت، آلمان قرار دارد.

## جزئیات
به نظر می‌رسد کشف این کشتار به طور تصادفی بوده است. روایت توافقی این است که ستوان آمریکایی امرسون هانت، افسر رابط بین ستاد لشکر ۱۰۲ پیاده‌نظام و گردان ۷۰۱ تانک، در ۱۴ آوریل ۱۹۴۵ توسط نیروهای آلمانی دستگیر شد و نیروهای آلمانی مدافع شهر گاردلگن را فریب داد که باور کنند تانک‌های آمریکایی در حال نزدیک شدن به شهر هستند. این امر فرمانده آلمانی را وادار به تسلیم شدن به نیروهای آمریکایی کرد. آمریکایی‌ها قبل از اینکه آلمانی‌ها فرصت دفن همه اجساد را داشته باشند، به محل رسیدند.
در ۳-۴ آوریل، پس از عبور ارتش ایالات متحده از رود راین و پیشروی به آلمان، اداره اردوگاه اس‌اس در میتلباو-دورا دستور تخلیه زندانیان از اردوگاه اصلی و تعدادی از اردوگاه‌های فرعی وابسته به آن را صادر کرد. هدف این بود که زندانیان را با قطار یا پیاده به دیگر اردوگاه‌های کار اجباری شمال آلمان: برگن-بلزن، زاکسن‌هاوزن یا نوینگامه منتقل کنند.
در عرض چند روز، حدود ۴۰۰۰ نفر که در میتلباو-دورا، اردوگاه‌های ماهواره‌ای آن و از اردوگاه فرعی نوینگامه هانوفر-استوکن نگهداری می‌شدند، به منطقه گاردلگن رسیدند، جایی که مجبور شدند از واگن‌های باری پیاده شوند زیرا قطارها به دلیل آسیب‌های حملات هوایی به خطوط راه‌آهن نمی‌توانستند بیشتر پیش بروند. به دلیل تعداد زیاد زندانیان، نگهبانان اس‌اس شروع به جذب نیروهای کمکی از آتش‌نشانی محلی، نیروی هوایی، فولکس‌شتورم، جوانان هیتلری و سایر سازمان‌ها برای نظارت بر زندانیان کردند. 

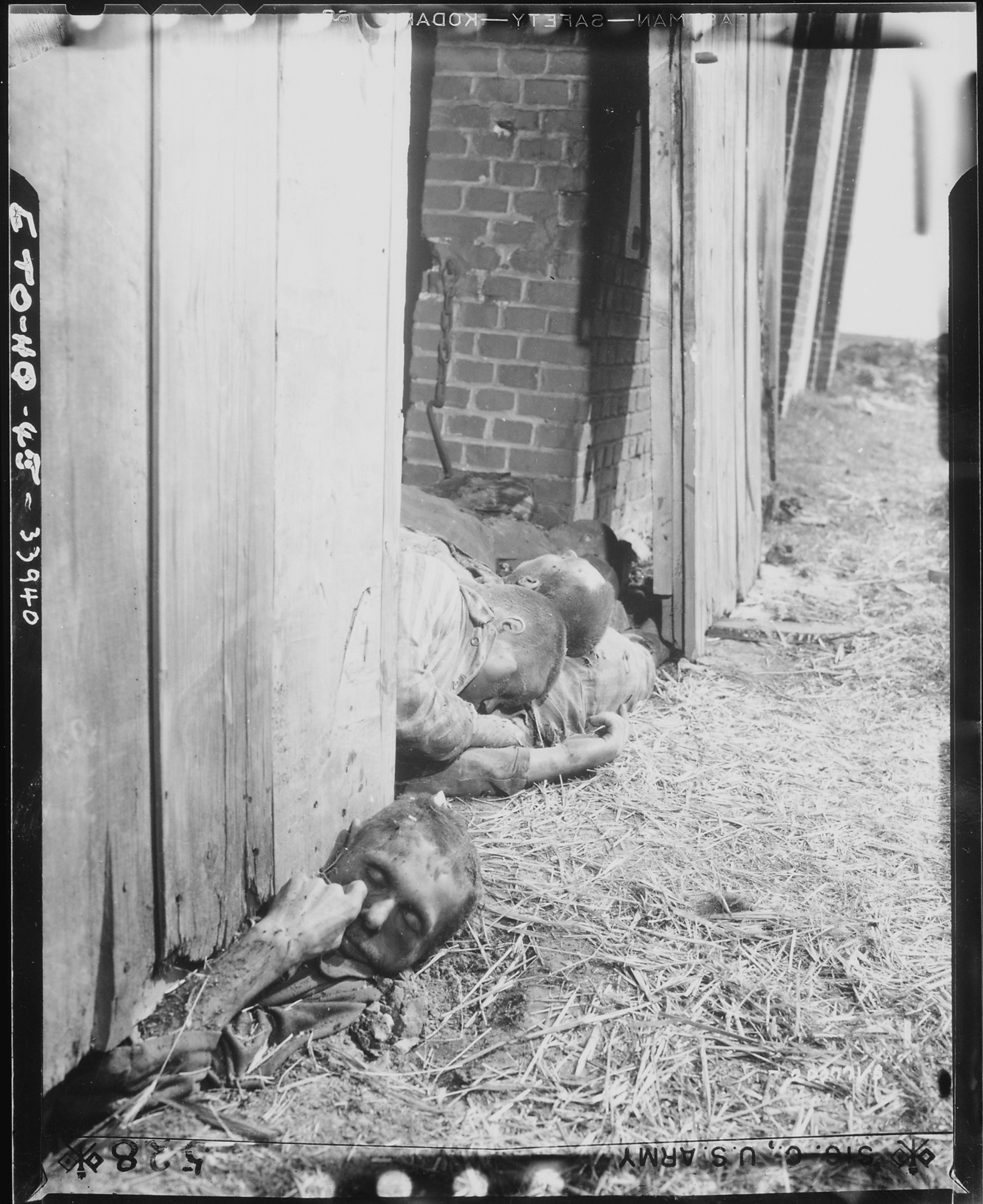
مردانی که سعی در فرار از آتش سوزی داشتند

در ۱۳ آوریل، بیش از هزار زندانی، بسیاری از آنها بیمار و بسیار ضعیف برای ادامه راهپیمایی، از شهر گاردلگن به یک انبار بزرگ در املاک ایسنشنیب منتقل شدند و مجبور شدند داخل ساختمان شوند. نگهبانان جمع شده سپس درها را مسدود کردند و کاه آغشته به بنزین را آتش زدند. کسانی که با حفر زیر دیوارهای انبار از آتش‌سوزی فرار کردند، توسط نگهبانان کشته شدند. روز بعد، اس‌اس و نیروهای کمکی محلی برای از بین بردن بینات جنایت خود بازگشتند. آنها قصد داشتند بقایای اجساد و انبار را بسوزانند و هر بازمانده‌ای از آتش را بکشند. پیشروی سریع لشکر ۱۰۲ پیاده‌نظام، اما، مانع از اجرای کامل این طرح توسط اس‌اس و همدستانش شد. 

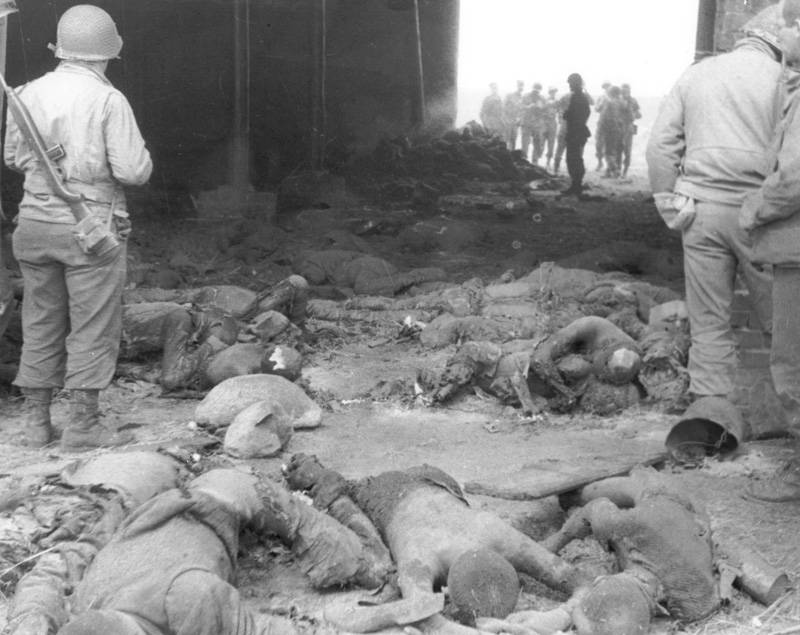
سربازان آمریکایی اجساد را در انبار مشاهده می کنند

در ۱۴ آوریل، لشکر ۱۰۲ وارد گراده‌لگن شد و روز بعد، این جنایت را کشف کرد. آنها ۱۰۱۶ جسد را در انبار که هنوز در حال دود شدن بود و خندق‌های نزدیک پیدا کردند، جایی که اس‌اس بقایای سوخته را ریخته بود. آنها همچنین با چندین زندانی که موفق به فرار از آتش و تیراندازی شده بودند، مصاحبه کردند. عکاسان سپاه سیگنال ارتش ایالات متحده به زودی برای مستندسازی جنایت نازی‌ها رسیدند و تا ۱۹ آوریل ۱۹۴۵، داستان کشتار گراده‌لگن در مطبوعات غربی شروع به انتشار کرد. در آن روز، هم نیویورک تایمز و هم واشینگتن پست داستان‌هایی درباره این کشتار منتشر کردند و از قول یک سرباز آمریکایی نقل کردند که گفت:
«من هرگز قبلاً اینقدر مطمئن نبودم که دقیقاً برای چه چیزی می‌جنگم. قبل از این، شما می‌گفتید که این داستان‌ها تبلیغات هستند، اما اکنون می‌دانید که اینطور نبودند. اینجا اجساد هستند و همه آن افراد مرده‌اند.»
یازده زندانی از آتش‌سوزی انبار جان سالم به در بردند و توسط سربازان آمریکایی زنده پیدا شدند - هفت لهستانی، سه روسی و یک فرانسوی به شدت مجروح. به گفته شاهدان عینی، ۲۰ مرد که در کشتار شرکت داشتند، پس از شناسایی توسط سربازان آمریکایی به طور خلاصه اعدام شدند.[3]
در ۲۱ آوریل ۱۹۴۵، فرمانده محلی لشکر ۱۰۲ دستور داد بین ۲۰۰ تا ۳۰۰ مرد از شهر گراده‌لگن به زندانیان کشته شده یک دفن مناسب بدهند. در روزهای بعد، غیرنظامیان آلمانی ۵۸۶ جسد را از خندق‌ها بیرون آوردند و ۴۳۰ جسد را از انبار بازیابی کردند و هر کدام را در یک قبر جداگانه قرار دادند. در ۲۵ آوریل، لشکر ۱۰۲ مراسمی برای گرامیداشت کشته‌شدگان برگزار کرد و یک لوح یادبود برای قربانیان برپا کرد که بیان می‌کرد مردم گراده‌لگن مسئولیت دارند که «قبرها همیشه به اندازه خاطره این بدبختان در دل‌های مردان آزادی‌خواه در همه جا سبز نگه داشته شوند.» همچنین در ۲۵ آوریل، سرهنگ جورج لینچ با بیانیه زیر به غیرنظامیان آلمانی در گراده‌لگن خطاب کرد:
«به مردم آلمان گفته شده بود که داستان‌های جنایات آلمانی‌ها تبلیغات متفقین است. اینجا، شما می‌توانید خودتان ببینید. برخی خواهند گفت که نازی‌ها مسئول این جنایت هستند. دیگران به گشتاپو اشاره خواهند کرد. مسئولیت با هیچ‌کدام نیست - این مسئولیت مردم آلمان است....نژاد برتر به اصطلاح شما نشان داده است که فقط در جنایت، بی‌رحمی و سادیسم برتر است. شما احترام دنیای متمدن را از دست داده‌اید.»

## تحقیق

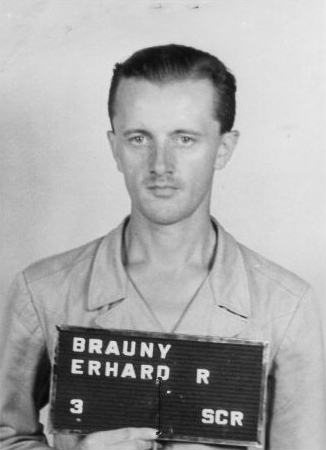
ارهارد براونی

یک تحقیق توسط سرهنگ دوم ادوارد ای. کروز، افسر تحقیق، شاخه جنایات جنگی ارتش نهم انجام شد. متن گزارش سرهنگ دوم کروز و متن سایر مدارک در پرونده ارتش ایالات متحده ۰۰۰-۱۲-۲۴۲ ذخیره شده است.
اس‌اس-اونترشتورمفورر، ارهارد براونی، رهبر حمل و نقل زندانیانی که از اردوگاه کار اجباری میتلباو-دورا تخلیه شده و در نهایت در گراده‌لگن به سر بردند، در سال ۱۹۴۷ در برابر دادگاه نظامی داخائو حاضر شد و محکوم و به حبس ابد محکوم شد. او در سال ۱۹۵۰ بر اثر سرطان خون درگذشت.
اظهارات بازماندگان توسط نویسنده لهستانی ملخیور وانکوویچ جمع‌آوری و در سال ۱۹۶۹ منتشر شد.

## یادبودها

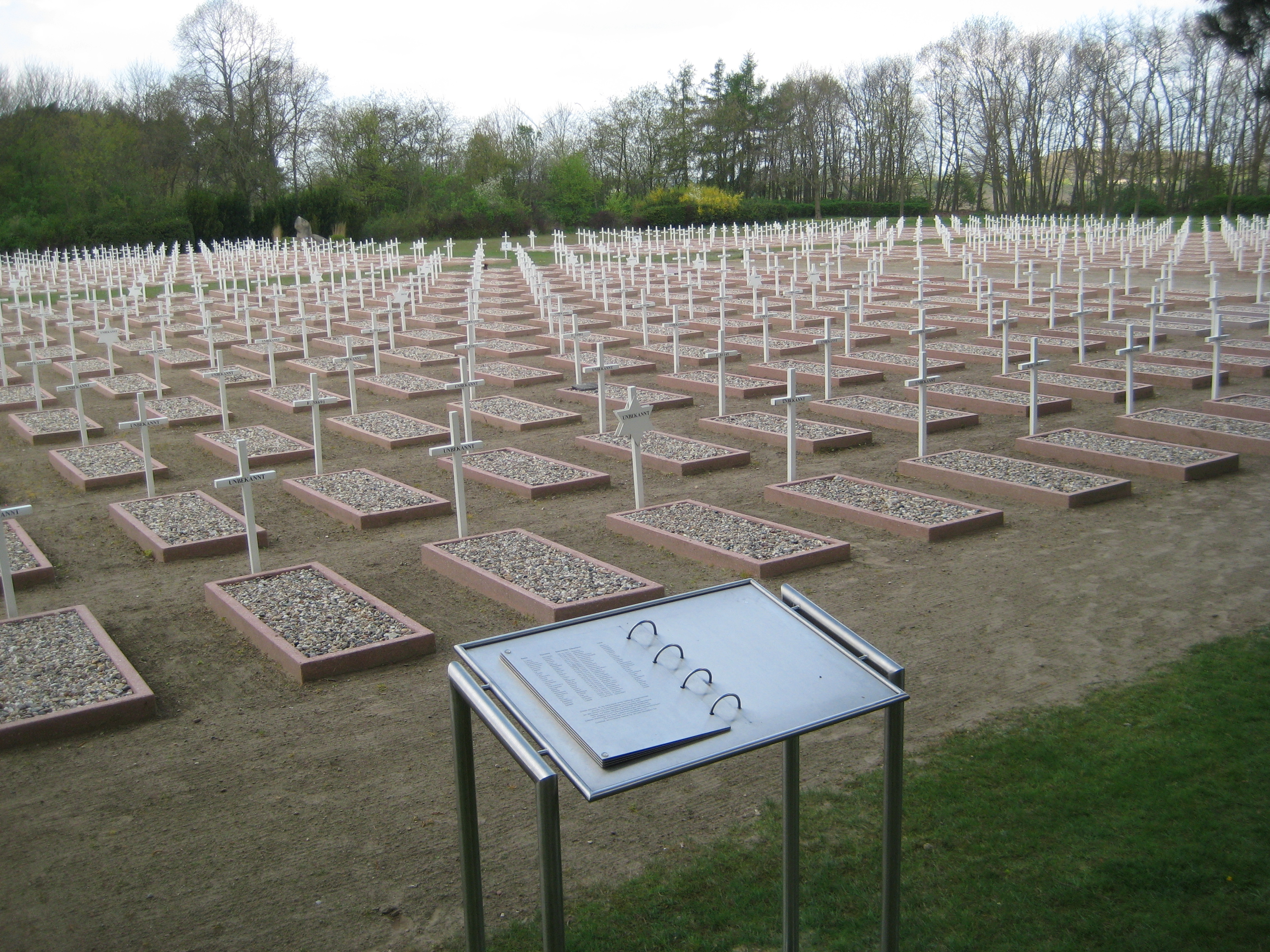
قبرستان

دیوار باقی‌مانده از انبار گورستان گراده‌لگن اکنون یک یادبود ملی است که توسط آلمان شرقی از سال ۱۹۵۲ تا ۱۹۷۱ بازسازی شد. یادبود در محل تاریخی کشتار گراده‌لگن واقع شده است. این یادبود یادآور ۱۰۱۶ زندانی اردوگاه‌های کار اجباری که در ۱۳ آوریل ۱۹۴۵ در یک انبار مزرعه قتل رسیدند. این مکان همچنین شامل گورستان یادبود است که قربانیان کشتار در آن دفن شده‌اند.
تابلوی موجود در گورستان که توسط ارتش ایالات متحده تأسیس شده است، می‌گوید: 
اینجا ۱۰۱۶ زندانی متفقین جنگ که توسط اسیرکنندگانشان به قتل رسیدند، دفن شده‌اند.
آنها توسط شهروندان گراده‌لگن دفن شدند، که مسئولیت دارند که این قبرها همیشه به اندازه یاد این بدبختان در قلب‌های مردان آزادی‌خواه در همه جا سبز نگه داشته شوند.
تحت نظارت لشکر ۱۰۲ پیاده‌نظام، ارتش ایالات متحده، تأسیس شد. خرابکاری با حداکثر مجازات تحت قوانین دولت نظامی مجازات خواهد شد.

فرانک آ. کیتینگ سرلشکر، ایالات متحده آمریکا فرمانده

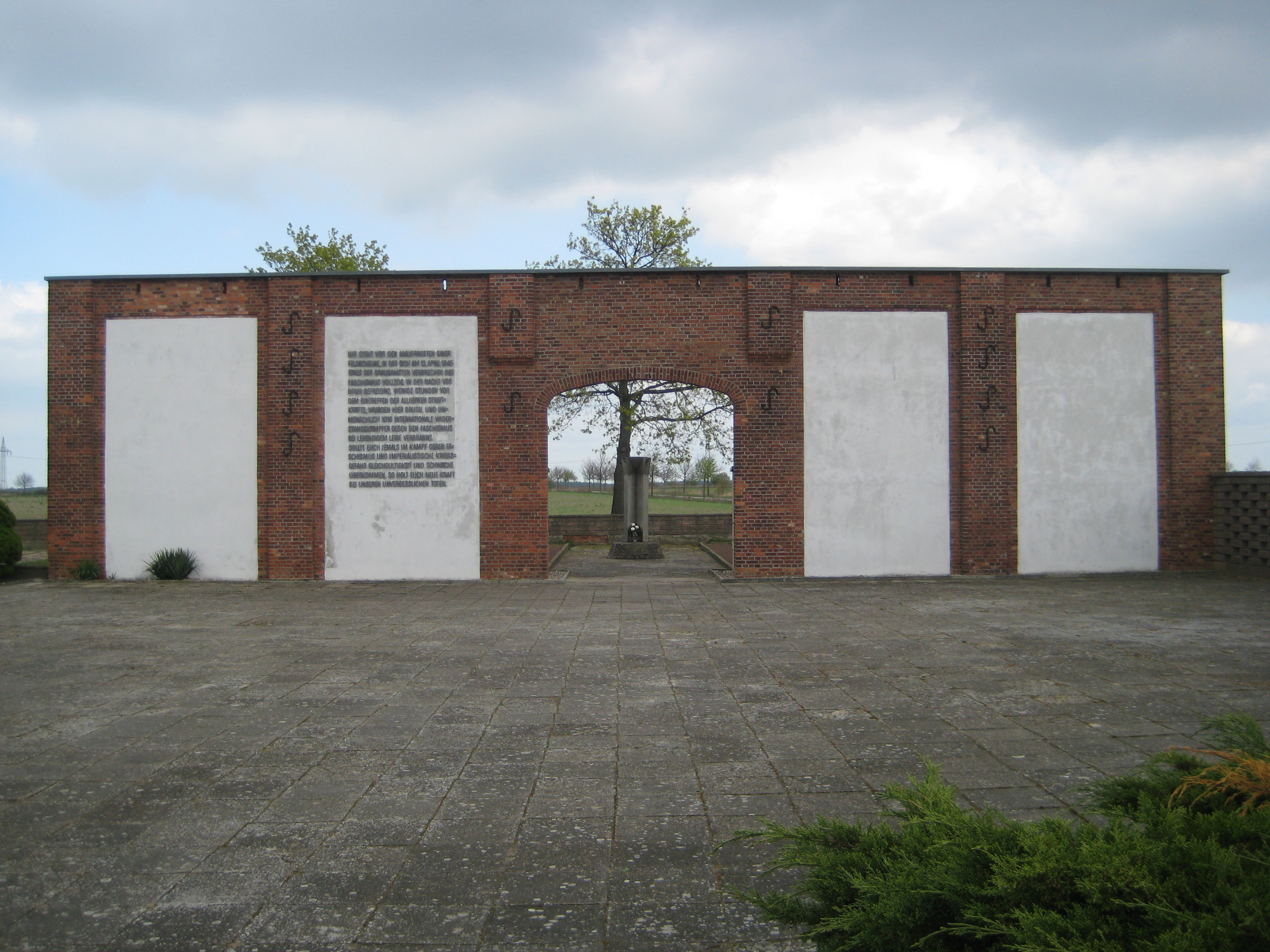
دیوار بازمانده انبار

تابلوی موجود در دیوار باقی‌مانده از انبار، که توسط مقامات جمهوری دموکراتیک آلمان نصب شده است، می‌گوید:
شما در برابر ویرانه های یک انبار می ایستید، جایی که یکی از بی رحمانه ترین جنایات فاشیسم در آنجا رخ می داد. در شب آزادی آنها، چند ساعت قبل از نزدیک شدن نیروهای متفقین، ۱۰۱۶ جنگجوی بین المللی مقاومت در برابر فاشیسم به طرز وحشیانه و غیرانسانی زنده سوزانده شدند. هر زمان که احساس بی تفاوتی یا ضعف در مبارزه با فاشیسم و تهدید جنگ امپریالیستی کردید، از مرده های فراموش نشدنی ما نیرو بگیرید.

## لینک‌های خارجی
- وب‌سایت رسمی یادبود انبار ایسن‌شنیبب گاردلگن
- Das Massaker von Gardelegen، ویدئو در مورد کشتار در یوتیوب

1. ↑  جهان، Fararu | فرارو | اخبار روز ایران و (۱۳۹۳/۰۱/۱۰ - ۱۱:۴۸). «(تصاویر) آلبوم جنگ‌جهانی دوم؛ هولوکاست(3)». fa. دریافت‌شده در 2024-06-13. تاریخ وارد شده در |تاریخ= را بررسی کنید (کمک)
2. 1 2  "With the 102d Infantry Division through Germany". Washington, Infantry Journal Press. 1947.
3. ↑  "Gardelegen". encyclopedia.ushmm.org (به انگلیسی). Retrieved 2024-06-13.